# Высоцкое (Псковский район)
Высоцкое — деревня в Ядровской волости Псковского района Псковской области.
Расположена на правом берегу реки Великая, в 4 км от южной границы Пскова и деревни Черёха.
Численность населения деревни по состоянию на 2000 год составляла 1 житель.